# Dom Dramaturga

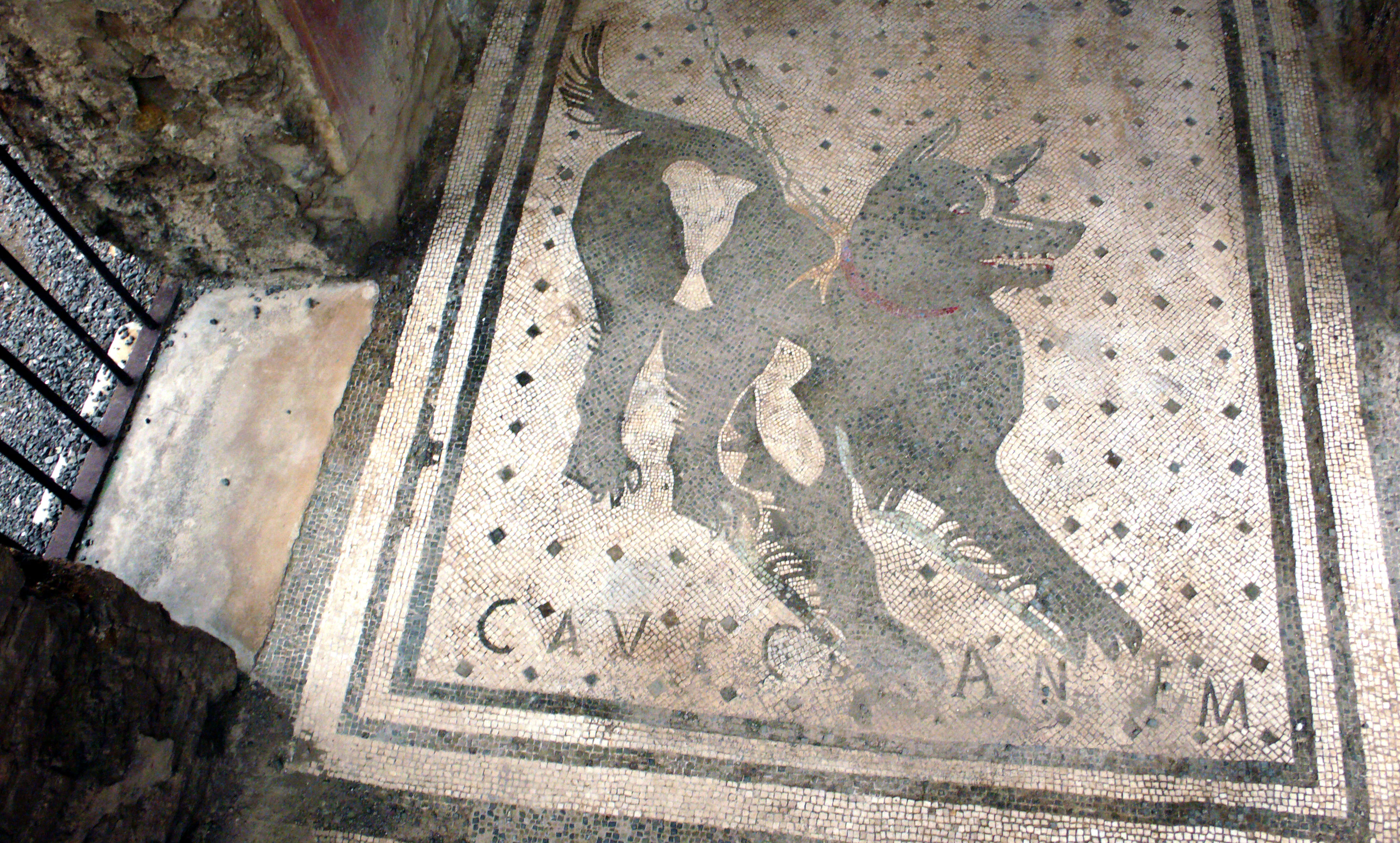
Mozaika z psem i napisem cave canem z przedsionka domu

Dom Dramaturga – ruiny jednego ze starożytnych domus w Pompejach, odkryte podczas pierwszych prac wykopaliskowych w XVIII wieku. Usytuowany na wprost term dwupiętrowy budynek stanowi przykład średniej wielkości domu, nabytego i przebudowanego przez przedstawiciela bogacącej się klasy średniej w ostatnim okresie istnienia miasta. Odkryte wewnątrz Domu Dramaturga dzieła sztuki znajdują się obecnie w Muzeum Narodowym w Neapolu.
Wejście do domu znajdowało się między dwoma pomieszczeniami sklepowymi. Prowadzone przez właściciela nieruchomości sklepy łączyły się z przedsionkiem, w którym znajdowała się mozaika z wizerunkiem psa i napisem cave canem („strzeż się psa”). W atrium i perystylu znajdowały się freski, przedstawiające ofiarowanie Ifigenii, uprowadzenie Bryzejdy oraz Herę i Zeusa. W tablinum natomiast znajdowała się mozaika ze sceną próby teatralnej, od której dom wziął swoją nazwę. Za tablinum usytuowany był niewielki ogródek, w którym wzniesiono kapliczkę poświęconą larom.